# Bianor z Bitynii
Bianor z Bitynii (I wiek n.e.) – grecki poeta, autor epigramów z Antologii Palatyńskiej.